# Korn shell
Pour les articles homonymes, voir Korn (homonymie) et Korn.
Le KornShell ou ksh est un shell Unix — mais il tourne aussi sur plate-forme Microsoft Windows — développé par David Korn au début des années 1980 (la première version est sortie en 1983).
Compatible avec le Bourne shell, le Korn shell inclut également un grand nombre de fonctionnalités du C shell ; il permet également des fonctions de scripting avancées utilisées dans des langages de programmation plus évolués comme awk, sed, TCL et Perl.

## Architecture
Le Korn Shell offre plusieurs avancées par rapport au Bourne Shell, telle une réexécution possible avec substitution des commandes de l'historique ou encore l'usage de coprocessus.
La version ksh93 supporte les tableaux associatifs et l'arithmétique à virgule flottante.
Il supporte la programmation orienté objet et est utilisable sous forme de Bytecode via shcomp.

Le Korn Shell respecte Shell Language Standard' (POSIX 1003.2 "Shell and Utilities Language Committee").
Le Korn Shell a été décliné en plusieurs versions dont :
- SKsh : version spécifique pour AmigaDOS
- pdksh : (public domain version of the Korn shell) la version libre pour Linux. pdksh n'offre pas les fonctions de ksh93 mais de la version précédente, ksh88[3]. pdksh n'est plus développé depuis 1999[4].
- mksh : (MirOS BSD Korn shell) est une version héritée du pdksh, sous licence BSD. Il met l'accent sur la portabilité et la sécurité. Il est compatible ksh88, mais intègre beaucoup de fonctionnalités de ksh93, ainsi que quelques fonctionnalités issues de bash et de zsh.

Une extension graphique du Korn Shell, appelée dtksh (DeskTop Korn SHell), fait partie du bureau graphique CDE.